# マンデラチャレンジプレート
マンデラチャレンジプレート（Mandela Challenge Plate）は、南アフリカ共和国とオーストラリアの2国間で競う、ラグビーユニオンの賞である。ザ・ラグビーチャンピオンシップとその前身大会トライネーションズの中に組み込まれている。

## 概要
マンデラチャレンジプレートは、1999年に体調を理由に南アフリカ共和国大統領を退任したネルソン・マンデラにちなんで2000年に設けられた。
トロフィーのデザインは、円盤型の銀のプレートで、中央に配置された円形の金色部分には両チームの象徴であるスプリングボックとワラビーが描かれており、プレートの裏側は革張りになっている。

## 勝敗の決め方
2006年から2010年までは、トライネーションズでの3試合の対戦結果でトロフィーの行方が決まった。ワールドカップ開催年の2007年・2011年は、トライネーションズの規模が縮小されるため、2試合の結果で決まった。

### 現在
2012年から、ザ・ラグビーチャンピオンシップが原則2試合ずつとなり、2試合の結果でトロフィーの行方が決まる。2015年以降のワールドカップ開催年は、ザ・ラグビーチャンピオンシップの規模が縮小されるため、1試合の結果で決まる。
2試合実施の場合は、勝敗が「1勝1敗」になると、前年の勝利国がトロフィーを「奪われずに守った」ことになり、勝利扱いとなる。そのため、前年の勝利国が1勝した時点で連覇（保持）が決まる。

## 沿革
2000年に、1回限りの試合として初めてトロフィーが争われ、オーストラリア代表が44対23で勝利し、プレートの形をしたトロフィーが与えられた。試合前にネルソン・マンデラは、観衆と衛星テレビ視聴者に向けて演説を行った。
第2回のマンデラチャレンジプレートは、2002年にトライネーションズの試合の1つで実施。ホーム側の南アフリカ共和国代表が3対31で勝利してトロフィーを奪った。
2004年大会は2005年に延期され、トライネーションズの一部ではなく、2試合制で行われた。結果は1勝1敗のため、南アフリカ共和国代表がトロフィーを守った。
2006年からは毎回トライネーションズで行われるようになり、原則3試合の結果で勝敗が決まるようになった。2006年はオーストラリア代表が2勝1敗となりトロフィーを奪還した。
2012年からトライネーションズにアルゼンチンが加わり、ザ・ラグビーチャンピオンシップとなる。これにより、原則2試合の結果でトロフィーの行方が決まることになった。ワールドカップ開催年の2015年・2019年・2023年は1試合のみに縮小。
2017年の2試合はどちらも同点（23-23、27-27）で引き分けとなり、前年保持者のオーストラリアがトロフィーを守った。
2020年、新型コロナウイルス感染症の世界的流行により南アフリカ共和国代表が海外渡航の制限を受けて、2020年大会は不参加。マンデラチャレンジプレートは行われなかった。
2021年も新型コロナウイルス感染症流行による制限が残るため、対戦のほとんどはオーストラリアで行われ、マンデラチャレンジプレートも2試合ともオーストラリアでの開催となった。
2022年から、ザ・ラグビーチャンピオンシップのフォーマットが変更され、「ミニツアー」的要素を取り入れた。これは、同じ相手チームに対して2試合連続で同じ国で試合を行う（＝2試合連続で行うために相手国へ遠征する）というもの。これにより、マンデラチャレンジプレートは2試合ともオーストラリアで実施された。2024年も同様。

## 対戦結果
出典
| 回 | 年   | 月日    | 試合会場                                                 | 勝ち             | スコア | 負け             | トロフィー 保持チーム | 備考   |
| -- | ---- | ------- | -------------------------------------------------------- | ---------------- | ------ | ---------------- | --------------------- | ------ |
| 1  | 2000 | 7月8日  | ドックランズ・スタジアム, メルボルン                     | オーストラリア   | 44–23  | 南アフリカ共和国 | 1                     | [ 1 ]  |
| 2  | 2002 | 8月17日 | エリス・パーク・スタジアム, ヨハネスブルグ               | 南アフリカ共和国 | 33–31  | オーストラリア   | 1                     | [ 1 ]  |
| 3  | 2005 | 7月9日  | スタジアム・オーストラリア, シドニー                     | オーストラリア   | 30–12  | 南アフリカ共和国 | 2                     | [ 5 ]  |
| 3  | 2005 | 7月23日 | エリス・パーク・スタジアム, ヨハネスブルグ               | 南アフリカ共和国 | 33–20  | オーストラリア   | 2                     | [ 5 ]  |
| 4  | 2006 | 7月15日 | ラング・パーク, ブリスベン                               | オーストラリア   | 49–0   | 南アフリカ共和国 | 2                     | [ 9 ]  |
| 4  | 2006 | 8月5日  | ロフタス・ヴァースフェルド・スタジアム, プレトリア       | オーストラリア   | 20-18  | 南アフリカ共和国 | 2                     | [ 9 ]  |
| 4  | 2006 | 9月9日  | ロイヤル・バフォケン・スタジアム, ルステンブルク         | 南アフリカ共和国 | 24-16  | オーストラリア   | 2                     | [ 9 ]  |
| 5  | 2007 | 6月16日 | ニューランズ・スタジアム, ケープタウン                   | 南アフリカ共和国 | 22-19  | オーストラリア   | 3                     | [ 10 ] |
| 5  | 2007 | 7月7日  | スタジアム・オーストラリア, シドニー                     | オーストラリア   | 25-17  | 南アフリカ共和国 | 3                     | [ 10 ] |
| 6  | 2008 | 7月19日 | スビアコ・オーバル, パース                               | オーストラリア   | 16-9   | 南アフリカ共和国 | 4                     | [ 11 ] |
| 6  | 2008 | 8月23日 | キングス・パーク・スタジアム, ダーバン                   | オーストラリア   | 27-15  | 南アフリカ共和国 | 4                     | [ 11 ] |
| 6  | 2008 | 8月30日 | エリス・パーク・スタジアム, ヨハネスブルグ               | 南アフリカ共和国 | 53-8   | オーストラリア   | 4                     | [ 11 ] |
| 7  | 2009 | 8月8日  | ニューランズ・スタジアム, ケープタウン                   | 南アフリカ共和国 | 29-17  | オーストラリア   | 3                     | [ 12 ] |
| 7  | 2009 | 8月29日 | スビアコ・オーバル, パース                               | 南アフリカ共和国 | 32-25  | オーストラリア   | 3                     | [ 12 ] |
| 7  | 2009 | 9月5日  | ラング・パーク, ブリスベン                               | オーストラリア   | 21-6   | 南アフリカ共和国 | 3                     | [ 12 ] |
| 8  | 2010 | 7月24日 | サンコープ・スタジアム, ブリスベン                       | オーストラリア   | 30-13  | 南アフリカ共和国 | 5                     | [ 13 ] |
| 8  | 2010 | 8月28日 | ロフタス・ヴァースフェルド・スタジアム, プレトリア       | 南アフリカ共和国 | 44-31  | オーストラリア   | 5                     | [ 13 ] |
| 8  | 2010 | 9月4日  | フリーステイト・スタジアム, ブルームフォンテーン         | オーストラリア   | 41-39  | 南アフリカ共和国 | 5                     | [ 13 ] |
| 9  | 2011 | 7月23日 | スタジアム・オーストラリア, シドニー                     | オーストラリア   | 39-20  | 南アフリカ共和国 | 6                     | [ 14 ] |
| 9  | 2011 | 8月13日 | キングス・パーク・スタジアム, ダーバン                   | オーストラリア   | 14-9   | 南アフリカ共和国 | 6                     | [ 14 ] |
| 10 | 2012 | 9月8日  | スビアコ・オーバル, パース                               | オーストラリア   | 26-19  | 南アフリカ共和国 | 7                     | [ 15 ] |
| 10 | 2012 | 9月29日 | ロフタス・ヴァースフェルド・スタジアム, プレトリア       | 南アフリカ共和国 | 31-8   | オーストラリア   | 7                     | [ 15 ] |
| 11 | 2013 | 9月7日  | ラング・パーク, ブリスベン                               | 南アフリカ共和国 | 38-12  | オーストラリア   | 4                     | [ 16 ] |
| 11 | 2013 | 9月28日 | ニューランズ・スタジアム, ケープタウン                   | 南アフリカ共和国 | 28-8   | オーストラリア   | 4                     | [ 16 ] |
| 12 | 2014 | 9月6日  | ウェリントン・リージョナル・スタジアム, ウェリントン     | オーストラリア   | 24-23  | 南アフリカ共和国 | 5                     | [ 17 ] |
| 12 | 2014 | 9月27日 | ニューランズ・スタジアム, ケープタウン                   | 南アフリカ共和国 | 28-10  | オーストラリア   | 5                     | [ 17 ] |
| 13 | 2015 | 7月18日 | ラング・パーク, ブリスベン                               | オーストラリア   | 24-20  | 南アフリカ共和国 | 8                     | [ 18 ] |
| 14 | 2016 | 9月10日 | ラング・パーク, ブリスベン                               | オーストラリア   | 23-17  | 南アフリカ共和国 | 9                     | [ 19 ] |
| 14 | 2016 | 10月1日 | ロフタス・ヴァースフェルド・スタジアム, プレトリア       | 南アフリカ共和国 | 18-10  | オーストラリア   | 9                     | [ 19 ] |
| 15 | 2017 | 9月9日  | パース・オーバル, パース                                 | オーストラリア   | 23-23  | 南アフリカ共和国 | 10                    | [ 20 ] |
| 15 | 2017 | 9月30日 | フリーステイト・スタジアム, ブルームフォンテーン         | オーストラリア   | 27-27  | 南アフリカ共和国 | 10                    | [ 20 ] |
| 16 | 2018 | 9月8日  | ラング・パーク, ブリスベン                               | オーストラリア   | 23-18  | 南アフリカ共和国 | 11                    | [ 21 ] |
| 16 | 2018 | 9月29日 | ネルソン・マンデラ・ベイ・スタジアム, ポート・エリザベス | 南アフリカ共和国 | 23-12  | オーストラリア   | 11                    | [ 21 ] |
| 17 | 2019 | 7月20日 | エリス・パーク・スタジアム, ヨハネスブルグ               | 南アフリカ共和国 | 35-17  | オーストラリア   | 6                     | [ 22 ] |
| 18 | 2021 | 9月12日 | ロビーナ・スタジアム, ゴールドコースト                   | オーストラリア   | 28-26  | 南アフリカ共和国 | 12                    | [ 23 ] |
| 18 | 2021 | 9月18日 | サンコープ・スタジアム, ブリスベン                       | オーストラリア   | 30-17  | 南アフリカ共和国 | 12                    | [ 23 ] |
| 19 | 2022 | 8月27日 | アデレード・オーバル, アデレード                         | オーストラリア   | 25-17  | 南アフリカ共和国 | 13                    | [ 24 ] |
| 19 | 2022 | 9月3日  | アリアンツ・スタジアム, シドニー                         | 南アフリカ共和国 | 24-8   | オーストラリア   | 13                    | [ 24 ] |
| 20 | 2023 | 7月8日  | ロフタス・ヴァースフェルド・スタジアム, プレトリア       | 南アフリカ共和国 | 43-12  | オーストラリア   | 7                     | [ 25 ] |
| 21 | 2024 | 8月10日 | サンコープ・スタジアム, ブリスベン                       | 南アフリカ共和国 | 33-7   | オーストラリア   | 8                     | [ 26 ] |
| 21 | 2024 | 8月17日 | オプタス・スタジアム, パース                             | 南アフリカ共和国 | 30-12  | オーストラリア   | 8                     | [ 26 ] |
| 22 | 2025 | 8月16日 | エミレーツ・エアライン・パーク（ヨハネスブルグ）         | オーストラリア   | 38-22  | 南アフリカ共和国 |                       |        |
| 22 | 2025 | 8月23日 | ケープタウン・スタジアム（ケープタウン）                 |                  |        |                  |                       |        |
| 回 | 年   | 月日    | 試合会場                                                 | 勝ち             | スコア | 負け             | トロフィー 保持チーム | 備考   |

## トロフィー保持回数
2024年大会の結果まで。
- フリーダムカップ 全回数：21回
- 南アフリカ共和国 保持回数：8回
- オーストラリア 保持回数：13回